# Giovanni Jatta (1832)
Giovanni Francesco Gaetano Jatta detto Giovanni o Giovannino (Ruvo di Puglia, 24 luglio 1832 – Ruvo di Puglia, 24 dicembre 1895) è stato un poeta, archeologo e patriota italiano. Assieme a sua madre Giulia Viesti fondò il Museo nazionale Jatta e ne catalogò i reperti. Inoltre svolse un ruolo di primo piano nella storia di Ruvo di Puglia durante gli anni dell'unificazione italiana.

## Biografia
Nato a Ruvo di Puglia nell'estate del 1832 da Giulio e Giulia Viesti, crebbe nella stessa città e rimase molto legato al suo zio paterno, il magistrato e archeologo Giovanni Jatta, poiché restò orfano del padre a soli quattro anni. Compì gli studi presso le strutture degli Scolopi a Ruvo e Foggia. Alla morte dello zio nel 1844 fu affidato alle cure di Don Domenico Ottaviani, il quale indirizzò il ragazzo verso lo studio di lettere italiane e classiche. A diciotto anni, morta anche la madre, sposò Angela Cappelluti, originaria di Molfetta, da cui ebbe quattordici figli: Giulio, Antonio, Francesco, Angela, Giuseppe, Mauro, Pasquale, Mauro, Biagio, Michele, Filippo, Lucia, Maria e Giulia.
Trasferitosi nella residenza extraurbana di Parco del Conte si dedicò allo studio ed alla caccia, sua unica distrazione, ed in questi anni scrisse sonetti, liriche, un poema satirico in dodici canti, La Scotica, ed un secondo poema di tipo eroico-comico intitolato Gli orti pensili. Imparò il francese, lo spagnolo e il tedesco da autodidatta. Tra il 1850 e il 1860 fu determinato nel prendere in mano la vasta collezione di reperti archeologici del III e IV secolo a.C., ricevuta in eredità dai genitori e dallo zio. Riprese dunque e approfondì lo studio dei classici e dopo aver disposto l'ampia collezione in cinque stanze del nuovo palazzo di famiglia, pubblicò nel 1869 il Catalogo del Museo Jatta, frutto di quasi dieci anni di lavoro e tuttora insostituito. Per il lavoro svolto fu nominato dal governo dell'epoca Ispettore per la conservazione dei monumenti della Provincia di Bari, inoltre nel 1877 pubblicò le illustrazioni della raccolta Caputi e della collezione del Museo archeologico provinciale Sigismondo Castromediano di Lecce e fondò la rivista Rassegna Pugliese. Il suo lavoro fu molto apprezzato anche dagli studiosi europei tra cui il Gregorovius.
Tuttavia nello stesso ventennio si occupò anche di politica, infatti nel 1852 grazie alla sua deposizione nel processo contro alcuni cittadini ruvesi, accusati di cospirazione e partecipazione ai moti del 1848, riuscì a scagionarne una parte. Inoltre nel 1860 fu a capo del triumvirato ruvestino della "Nuova Italia" con Francesco Rubini e Vincenzo Chieco e in seguito maggiore della Guardia Nazionale. Nell'Italia post-unitaria ricoprì i ruoli di sindaco, consigliere comunale e provinciale. Inoltre negli anni 1854, 1856 e 1867 soccorse gli infermi affetti da colera.
Nel 1870 tornò alla vita privata, dedicandosi allo studio delle sacre scritture e pubblicando due anni dopo la raccolta di quindici liriche La corona di Maria. Successivamente tradusse l'Ecclesiaste e il libro dei Salmi. Morì a Ruvo durante la vigilia di Natale del 1895.

## Opere
- La Scotica, (1860).
- Gli orti pensili, (1868).
- Catalogo del Museo Jatta, con breve spiegazione dei monumenti da servir di guida ai curiosi, Napoli, Stabilimento tipografico Ghio, 1869.
- La corona di Maria, (1872).
- I Vasi Italo-Greci del signor Caputi di Ruvo, (1877).
- Ecclesiaste, (1879).
- Salmi, (1879).